# Polskie Targi Estradowe
Polskie Targi Estradowe – impreza kulturalna o charakterze rozrywkowym, istniejąca w Łodzi w latach 1974–1977 (odbyły się cztery edycje). Inicjatorem i organizatorem był Andrzej Rodan.
Na deskach kilku łódzkich teatrów (Teatr Młodego Widza, Teatr Muzyczny, Teatr Nowy) występowali aktorzy, wokaliści, zespoły rockowe, kabarety, monodramy itp. Wieczorami natomiast w łódzkiej Hali Sportowej, mieszczącej osiem tysięcy widzów, odbywały się koncerty galowe, rejestrowane przez ogólnopolską telewizję. Na Polskich Targach Estradowych występowali m.in. Ewa Demarczyk, Andrzej Rosiewicz, Stan Borys, Janusz Laskowski.
Na targach prezentowano sztuki teatralne, np. Federico Garcia Lorka (Zdzisław Wardejn i Anna Chodakowska), Wieczór trzech króli (Irena Kwiatkowska, Hanna Skarżanka, Teresa Lipowska) oraz kabarety, np. Pod Egidą, Kabaret Autorów „Elita” (Leszek Niedzielski, Jerzy Skoczylas, Jan Kaczmarek), Salon Niezależnych (Jacek Kleyff, Michał Tarkowski, Janusz Weiss).